# 發掘酷日本
發掘酷日本（日語：COOL JAPAN 発掘！かっこいいニッポン），是日本NHK自2006年4月起每周三首播的電視綜藝節目，安排在NHK數位衛星高清頻道、NHK衛星頻道（BS2→BS1）及NHK World Premium播出，時間約44分鐘。主持人是鴻上尚史和美日混血的松本梨沙子，每集邀請外國人從實際體驗的角度來看日本人平常不以為意的事物，發掘日本文化。NHK World TV的部分則是2012年度以降全程英語配音。

## 外部連結
- 官方網站 （日語） （英文）
- 發掘酷日本的Facebook專頁 （日語） （英文）